# Bad Doberan

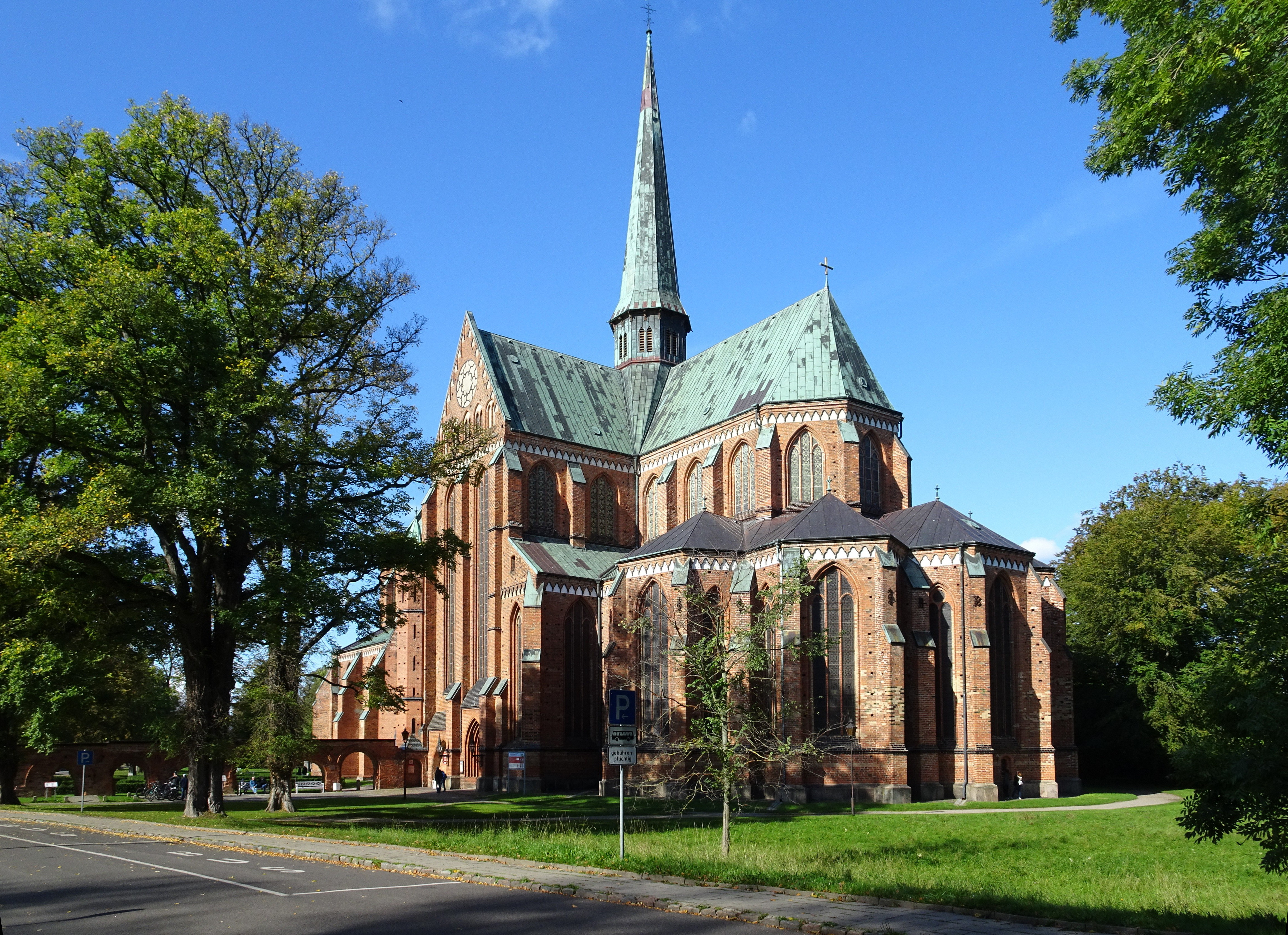
Klosterkyrkan Doberaner Münster där den svenske kungen Albrekt av Mecklenburg är begravd.

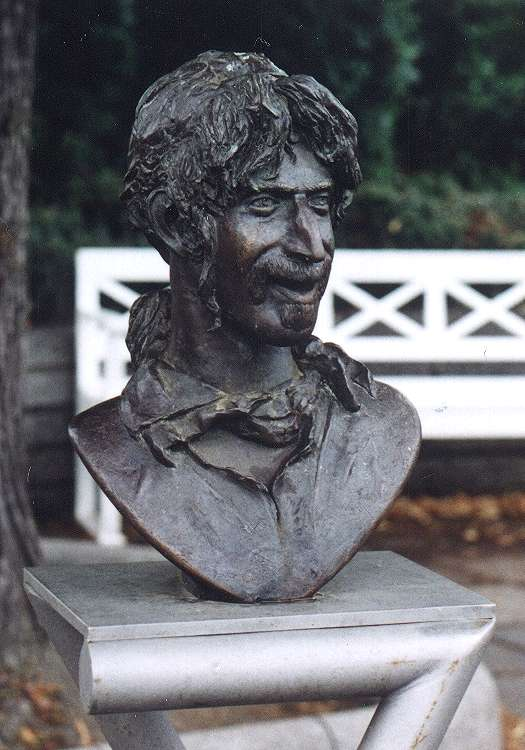
Bronsbyst av Frank Zappa i Bad Doberan. Denna symboliserar musikfestivalen Zappanale.

Bad Doberan (fram till 1921 bara Doberan) är en kurort i Mecklenburg-Vorpommern i norra Tyskland. Den var huvudort i distriktet med samma namn fram till september 2011.
Orten är belägen omkring 15 km väster om Rostock och är i dag en viktig turistort bland annat på grund av den badstrand som finns i stadsdelen Heiligendamm vid Östersjöns kust (omkring 6 km nordväst om centrala Bad Doberan).
Bad Doberan har omkring 13 100 invånare.

## Historia

### Namn
Ortens namn kan syfta på det polabiska ordet för bra, dobry. Doberans vapen avbildar tre djur som förekommer i en gammal historia med anknytning till ortnamnet. Enligt legenden blev här två svanar uppskrämda av en hjort. Svanarna flög iväg och skrek "dobre dobre".

### 1100-talet
Enligt en urkund från 1177 grundade cisterciensorden 1171 ett kloster på platsen. Klostret förstördes under ett slaviskt uppror men återuppfördes. Fram till reformationen 1552 hade klostret stor betydelse i regionen. Trettioåriga kriget var ett större bakslag för samhället. I Bad Doberan ligger också Amelungsborn kloster som grundades 1135.

### 1700-talet till i dag
Under storhertig Fredrik Frans I av Mecklenburg-Schwerin (1756 - 1837) blev Doberan ett nöjescentrum för de högre kretsarna. Ortsdelen Heiligendamm blev havsbad och i stadens centrum etablerades kasino och hästkapplöpningsbanor. Stadens större hus byggdes i klassicistisk stil. 1879 fick Bad Doberan stadsrättigheter och 1883/84 anlades ortens järnvägsstation vid linjen Rostock-Wismar. Dessutom öppnades 1910 en smalspårig järnvägslinje (vanligen kallad Molli) till Kühlungsborn.
Under den östtyska tiden uppfördes flera områden med prefabricerade hus vid stadens periferi. Efter 1991 sattes fokus på stadskärnans sanering.
Sedan 1990 hålls här den årliga musikfestivalen Zappanale, som en hyllning till den amerikanske musikern Frank Zappa.

### Befolkningsutveckling
Befolkningsutveckling i Bad Doberan
Källa: :,,,,

## Vänort
Den tyska staden Bad Schwartau är sedan 1989 vänort till Bad Doberan.

## Kommunikationer
Motorvägen A 20 passerar cirka 15 km söder om Bad Doberan och förbundsvägen (tyska:Bundesstraße) B 105 går direkt genom staden. Dessutom har Bad Doberan de två nämnda järnvägslinjerna. Cirka 40 km sydöst om staden ligger Rostock-Laages flygplats.

## Svensk kommunistisk partiskola
Mellan 1959 och 1977 var en av Sveriges Kommunistiska Partis/Vänsterpartiet kommunisternas två partiskolor belägen i Bad Doberan (den andra låg i Leningrad i Sovjetunionen).
Skolan i Bad Doberan stängdes i samband med vänsterpartiets partisprängning 1977, då det moskvatrogna APK bröt sig ur moderpartiet.[källa behövs]

## Sevärdheter
- Doberaner Münster, gotisk klosterkyrka från 1200- och 1300-talet, begravningsplats för den svenske kungen Albrekt[9]
- Heiligendamm, Tysklands första badort
- Molli, smalspårig järnväg som går mellan Bad Doberan, Heiligendamm och Kühlungsborn (drivs med ånglok)